# Secrecy
Secrecy war eine Bremer Thrash-, Power- und Progressive-Metal-Band, die im Jahr 1986 gegründet wurde, sich 1993 auflöste, sich 2007 wieder zusammenfand und 2008 wieder auflöste.

## Geschichte
Nachdem sich die Band Sweet Cheater im Jahr 1986 aufgelöst hatte, gründeten deren Mitglieder, der Gitarrist Manny Meccyca und der Schlagzeuger Alex „Trödel“ Zasso, die Band Secrecy. Im Frühjahr 1987 kam der Bassist Steve Kerby zur Besetzung, dem kurz darauf der Sänger Peter Dartin folgte. Zudem bediente Dartin auch gelegentlich die E-Gitarre. Nach einer längeren Probephase erschien im Jahr 1988 das erste Demo Like Burning One’s Boat. Etwas später kam Jörn Schlüter als ein weiterer Gitarrist zu Secrecy. Innerhalb von neun Tagen eignete er sich das Material der Band an, ehe er zusammen mit den weiteren Mitgliedern ein Konzert abhielt. Durch das Demo erreichte Secrecy einen Vertrag bei Noise Records. Daraufhin begab sich die Band zusammen mit dem Produzenten Harris Johns im Sommer 1990 im Musiclab Berlin, ehe noch im selben Jahr das Debütalbum Art in Motion erschien. Da die Band mit vielen, unterschiedlichen Gitarrenspuren arbeitete, fanden die Aufnahmen teilweise auch alleine nachts statt. Danach ging sie zusammen mit Fates Warning und Sanctuary auf Tour. Aufgrund von schlechter Organisation musste diese jedoch abgebrochen werden. Danach begann die Gruppe mit den Arbeiten zum zweiten Album. Das von Ralf Krause produzierte zweite Album wurde im Sky Trak Studio aufgenommen und erschien im Jahr 1991 unter dem Namen Raging Romance. Kurz nach dem Aufnahmen verließ der Gitarrist Meccyca die Band und wurde durch Bernd Nullmeyer ersetzt. Auch Zasso verließ Secrecy, kehrte jedoch kurze Zeit später zur Band zurück. In veränderter Besetzung schrieb die Band ein paar neue Lieder und nahm Demoaufnahmen auf, ehe auch Dartin die Band verließ. Inzwischen hatte sich auch Noise Records von der Band getrennt, da man diese für zu instabil hielt. Nach einem letzten Auftritt am 13. November 1993 zusammen mit allen Mitgliedern, löste sich Secrecy auf.
Im Jahr 2007 kam es zur Wiedervereinigung der Band, wobei der Gitarrist Schlüter durch Dennis Krueger ersetzt worden war. Als weiterer Gitarrist war Manny Meccyca wieder bei Secrecy. Nach dem angekündigten Auftritt auf dem Bang Your Head im Jahr 2008, verkündete die Band in einem Interview, keine weiteren Auftritte mehr abzuhalten, da sich die Mitglieder ihren anderen Bandprojekten widmen wollten.

## Stil
Laut laut.de spielte die Band komplexen Power Metal. In einem Metal-Hammer-Interview aus dem Jahr 1990 mit Andreas Schöwe räumte Peter Dartin zwar ein, dass es womöglich gewisse klangliche Parallelen zu Fates Warning und Queensrÿche gebe, die Musik aber zu komplex sei, um wirklich verglichen werden zu können. Laut Gerd Gong vom Metal Hammer bezeichnete Harris Johns die Musik der Band als „Yes und Thrash“. Produzent Dirk Steffens beschreibe es ähnlich und nenne es eine Mischung aus „Yes und Metallica“. Olaf Berhorst vom Metal Hammer beschrieb die Musik der Band 1992 als melodiösen Heavy Metal mit progressiven Zügen. Im Interview mit Berhorst gab der Schlagzeuger Zasso an, mit einer Zuordnung zum Progressive Metal nicht viel anfangen zu können, da die Mitglieder vor allem Thrash-Metal-Bands wie Slayer und Sepultura oder melodiöse Werke wie das erste Leatherwolf-Album bevorzugen. Am Schreiben der Musik und der Texte seien alle Mitglieder gleichermaßen beteiligt. Laut Stefan Glas vom Metal Hammer gab es auf Art in Motion „[w]ahnsinnig virtuoses Songwriting, [ein] ausgefeiltes Arrangement, atmosphärische Stücke[…] [und] innovative Ideen“. Uwe Schnädelbach vom Metal Hammer stellte in seiner Rezension zu Raging Romance fest, dass er sich für die Band begeistere, auch wenn er sonst kaum etwas für progressive Heavy-Metal-Bands aus Deutschland Sieges Even, Deathrow und Mekong Delta übrig habe. Auf dem Album seien zudem balladeske und Power-Metal-Lieder zu hören. Schnädelbach fand zudem, dass Secrecy gut in das Live-Programm von Bands wie Vicious Rumors und Savatage passen würde. Auf Set the Sails spielte die Band laut Jörg Staude vom Metal Hammer im Gegensatz zu den Vorgängern keinen progressiven Thrash Metal mehr, sondern sei nun direkter und melodiöser. Der Bass sei knarzend, während der Gesang einen melancholischen Klang habe.

## Diskografie
- 1988: Like Burning One’s Boat (Demo, Eigenveröffentlichung)
- 1990: Art in Motion (Album, Noise Records)
- 1991: Raging Romance (Album, Noise Records)
- 1992: Set the Sails (Demo, Eigenveröffentlichung)